# Musée régional de Prijepolje
Le musée régional de Prijepolje (en serbe Регионални музеј у Пријепољу et Regionalni muzej u Prijepolju) est un musée situé à Prijepolje, dans l'ouest de Serbie.
Le musée a été fondé en 1990 et il a obtenu le statut de « musée régional » en 1995.

## Architecture
Le musée est installé dans une ancienne ruždija turque (école secondaire) construite entre 1839 et 1845 ; le bâtiment est inscrit sur la liste des monuments culturels protégés de la république de Serbie (identifiant no SK 906).

## Collections
Les collections sont réparties en quatre départements : archéologie, ethnographie, histoire et histoire de l'art.
La collection archéologique rassemble les découvertes réalisées dans la nécropole romaine de Kolovrat (IIe au IVe siècle), celles réalisées au monastère de Mileševa (XIIIe siècle), le matériel archéologique mis au jour au monastère de Davidovica (XIIIe siècle) et au monastère de Kumanica (XIVe siècle), ainsi que les découvertes réalisées dans la forteresse médiévale de Mileševac (XVe siècle).
La collection ethnographique abrite environ 1 000 articles : vêtements folkloriques, ustensiles, meubles, outils agricoles, objets artisanaux, bijoux et photographies qui présentent la vie quotidienne et les croyances de la population rurale et urbaine, c'est-à-dire celles des habitants orthodoxes et musulmans qui coexistent dans la région depuis des siècles.
La collection historique couvre la période du XXe siècle. On y trouve des armes, des objets, des documents et des photographies datant de la Première et de la Seconde Guerre mondiale.
La collection d'histoire de l'art comprend des œuvres d'art moderne, principalement d'artistes locaux.

## Vlade Divac
Le musée a présenté une importante exposition consacrée au basketteur Vlade Divac,,. On y trouvait les médailles remportées par Vlade Divac aux Jeux olympiques, aux championnats du monde et d'Europe, des trophées remportés au cours de sa carrière de basket-ball, ainsi que des équipements sportifs, des maillots NBA et d'autres objets et photographies liés à la carrière de ce joueur.